# 施何牧
施何牧，原名何牧，字赞虞，江南崇明县（今上海市崇明区）人。清朝诗人、政治人物。

## 生平
康熙二十七年（1688年）戊辰科进士，历官吏部稽勋司员外郎。有《一山存集》《一山诗钞》。